# ميهوب
 بلدية الميهوب هي بلدية جزائرية تتبع إداريا إلى لدائرة العزيزية بولاية المدية

## موقع
تقع بلدية الميهوب في أقصى شرق ولاية المدية على بعد 110 كم من مقر الولاية على الحدود مع ولاية البويرة،وتعد من بين البلديات حديثة النشأة حيث تم تأسيسها في آخر تقسيم إداري في منتصف ثمانينات القرن الماضي، حيث تتبع لدائرة العزيزية.
يحد الميهوب من الشرق بلدية مغراوة ومن الشمال قرومة التابعة لدائرة الأخضرية بولاية البويرة ومن الغرب بلدية مزغنة ومن الجنوب بلدية العزيزية

## السكان
تتربع على مساحة 107كم مربع يبلغ عدد سكانها 12100 نسمة حسب آخر تصنيف للسكان منتشرين على 17دشرة أهمها حي المنظر الجميل و ولاد اعمر و مزايا، و أولاد حمو، أولاد جمادي و اولاد حسناوي و اولاد مقران و ولاد الڨرارمة، ورحات علال، ولاد علي.
أهم نشاط بالنسبة لسكان الميهوب هو الخياطة الجاهزة بالإضافة إلى الفلاحة بجميع أشكالها خاصة تربية الحيوانات (بقر،غنم،دجاج،نحل، عصافير الزينة و الأحصنة).
تضم مدينة الميهوب عدة مؤسسات تعليمية منها المدرسة القرآنية لزاوية سيدي العوفي بن يحيى رحمه الله و عدة ابتدائيات ومتوسطتين: متوسطة الشهيد عباد محمد ومتوسطة الشهيد شرفاوي موسى بالإضافة إلى ثانوية الشهيد بلغربي سعيد، وفيها العديد من المرافق الأخرى، مثل: دار البلدية، مركز الدرك الوطني، مركز البريد، دار الثقافة والملعب البلدي ومشفى بلدي.